# شعوب القرآن
أهل القرآن أو شعوب القرآن هم الشعوب والقبائل المذكورة في القرآن الكريم ، ومنها: عاد، وأصحاب الأيكة (قوم مدين)، وبنو إسرائيل، وثمود، وأصحاب القرية، وأصحاب الرس، وغيرهم.

## عاد
قوم عاد هم أحد الشعوب الأصلية في شبه الجزيرة العربية، ورد ذكرهم في القرآن الكريم. يُسمي القرآن الكريم مكان إقامة قوم عاد بالأحقاف، والذي كان، وفقًا للمفسرين، يقع في صحراء حضرموت الشرقية في اليمن. ووفقًا للقرآن الكريم، عاش العديون في رخاء لفترة طويلة، وأظهروا الغطرسة ولم يتبعوا النبي هود، الذي دعاهم إلى التوحيد. وكعقاب على ذلك، أُرسل القحط على قوم عاد، ثم جاءهم إعصار دمرهم .
وفقًا للتقاليد الإسلامية، كان بنو عاد قومًا طوال القامة يعيشون في مدن تحت حكم الملوك. بعد أن بدأ الجفاف، ذهب بنو عاد إلى مكة يطلبون المطر من الله. وعندما خُيِّروا بين ثلاث غيوم، اختاروا أحلكها، فجاء معها إعصار. استمر الإعصار سبع ليالٍ وثمانية أيام، فدمر عادًا جميعًا باستثناء هود وبعض الصالحين.

## قوم مدين
المديانيون كانوا قومًا غير مؤمن عاش في أراضي الجزيرة العربية وأرسل الله لهم النبي شعيب.
وفقًا للقرآن، وقع قوم النبي شعيب في عبادة الأصنام وبدأوا في ارتكاب الخطايا، بما في ذلك الغش في التجارة وغيرها من الأعمال غير الأخلاقية. أرسل الله النبي شعيب إليهم للتبشير، لكن زعماء المديانيين رفضوه، وهددوا بطرده من المدينة. جاء الناس من مناطق مختلفة إلى شعيب لقبول الإيمان، لكن المديانيين رفضوه وبدأوا في نشر الافتراء عليه. هددهم النبي شعيب بالعقاب الفوري، لكن المديانيين لم يستمعوا إليه، ودمرهم الله بالزلزال. بعد أن نجا من الزلزال، ذهب النبي شعيب إلى أصحاب الأيك، لكنهم رفضوه أيضًا ودُمروا. بعد تدمير أصحاب الأيك، عاد شعيب إلى مدين مع أتباعه؛ ويُعتقد أن أصحاب الأيكة كانوا جزءًا من قوم مدين أو يعيشون بجوارهم.

##### أصحاب الأيكة
أصحاب الأيكة هم القوم الذين كذّبوا النبي شعيبًا ولم يقبلوه. ورد ذكرهم في القرآن الكريم، في الآيات 176-184 من سورة المؤمنون.
وفقًا للقرآن، نجا شعيب ومجموعة من المؤمنين من عقاب أهل مدين وذهبوا ليبشروا أصحاب الأيكة الذين كانوا يسكنون بالقرب منهم. كان أصحاب الأيكة يعبدون الأصنام وقيل شجرة الأيكة، وكانوا متورطين في السرقة والغش في التجارة. رفض أصحاب الأيكة النبي شعيب الذي جاء إليهم، ثم أرسل الله عليهم قحطًا وفسادًا. لم يُعِد القحط أصحاب الأيكة إلى الإيمان، فأرسل الله عليهم سحابًا من نار فهلكوا.

## أصحاب القرية
أصحاب القرية أو آل ياسين أو أهل أنطاكية هم سكان قرية صغيرة في أنطاكية، الذين رفضوا رُسل الله.
حسب مفسري القرآن، أُرسل إلى هذا القوم نبيان، ثم تبعهما نبي آخر. وعندما قال النبيان إنهما مرسلان من الله، اتهمهما أهل القرية بالكذب وهددوهما بالرجم. في تلك اللحظة، جاء رجل من أطراف القرية وبدأ يدعو الناس إلى الإيمان بالله والاستماع إلى رسله. ردًّا على ذلك، هاجم أهل القرية هذا الرجل وقتلوه، وأعطاه الله البشرى بأنه أصبح من سكان الجنة. بعد ذلك، أُجبر رسل الله على المغادرة من هناك، وأهلك الله هذا القوم بنفخة في البوق.

## أصحاب الأخدود
أصحاب الأخدود هم مسيحيي مدينة نجران اليمنية الذين حرفهم يهود يمنيون بقيادة ذي نواس، في خندق حُفر خصيصًا لهذا الغرض. وقد ذُكروا في الآيات 4-7 من سورة البروج من القرآن الكريم، وقد تفاجأ المؤرخون اليوم بواقعيّة القصة، واستطاعوا تأريخها إلى عام 513م.
بحسب القصة التاريخية، كان الملك اليمني ذو نواس، الذي اعتنق اليهودية، قلقًا من تنامي نفوذ إثيوبيا المسيحية، فحاصر المدينة التي كان يعيش فيها العديد من مسيحيي اليمن واستولى عليها. وإذ خُيّر أهل نجران بين التخلي عن دينهم والموت حرقًا، فاختاروا الاستشهاد فأُحرقوا.
ويفسر بعض المفسرين هذه الآية بأنها انعكاس لقصة النبي دانيال.

## أصحاب الفيل
أصحاب الفيل هم جيوش المسيحيين الإثيوبيين بقيادة أبرهة الأشرم الحبشي. ففي نهاية القرن السادس الميلادي، انتقل المسيحيون الإثيوبيون، الذين حكموا اليمن، إلى الحجاز بهدف هدم الكعبة وإيقاف الحج إليها. لتنفيذ خططهم، أرادوا استخدام فيل ضخم واحد، لكنهم واجهوا صعوبات في الطريق: مرض الجنود، وسقطت الأفيال على الأرض، وفوق كل ذلك، طار سرب من الطيور السوداء (الأبابيل) وبدأت ترميهم بالحجارة.
وبحسب القصة فقد حدث هذا الحدث في عام ولادة النبي محمد، وقد سمي هذا العام بعام الفيل.

## أصحاب الرس
أصحاب الرس (واسمهم يعني "أهل البئر") هم قوم ورد ذكرهم في القرآن الكريم مع العاديين والثموديين كمثال لقوم حاول الله، من خلال نبيه، هدايتهم إلى الطريق الصحيح، لكنهم رفضوا ذلك وارتكبوا الفساد في الأرض.
وفقًا لبعض مفسري القرآن الكريم، فإن مصطلح "الرس" هو ببساطة اسم مكان كان يعيش فيه الناس. ويعتقد آخرون أنه كان نوعًا من مصادر المياه (بئر، نهر). وفقًا للتقاليد الإسلامية، كان أصحاب الرس من نسل ثمود الذين أُبيدوا سابقًا، وعاشوا بالقرب من بئر في اليمامة وعانوا من هجمات الطيور. دعا النبي حنظلة بن صفوان الله أن ينقذ الناس، فاختفت الطيور. ومع ذلك، لم يستمع أهل حنظلة إلى خطب نبيهم، بل ألقوه في البئر. عقابًا على خطاياهم، أهلكهم الله. هناك اقتراحات بأن "أصحاب البئر" ربما عاشوا إما في اليمامة، أو في أذربيجان، أو في أنطاكية.

## بنو إسرائيل
بنو إسرائيل هو أحد أسماء الشعب اليهودي. وقد ذُكر في القرآن الكريم حوالي 40 مرة، معظمها في سياق قصص عن حياة النبي موسى وخروج الشعب اليهودي من مصر.
اسم "إسرائيل" هو أحد أسماء النبي يعقوب، الذي انحدرت منه أسباط بني إسرائيل الاثنتا عشرة. وقد ورد في القرآن الكريم في الآية 93 من سورة آل عمران، ومعناه في الآرامية "عبد الله".

## ثمود
الثموديون هم أحد الشعوب المنقرضة في شبه الجزيرة العربية، الذين ذكر القرآن أنهم من نسل عاد وجدهم يُدعى ثمود. ويُعتقد أن مكان إقامة قوم ثمود هو الحجر.
وفقًا للمفسرين، كان الثموديون مزارعين، يعيشون بين الحدائق، وهو ما يتفق مع تصريف المياه الموجود في مدينة الحجر. كانت منازلهم في الجبال، وهو ما يتفق كذلك مع آثار مدينة الحجر. وبمرور الوقت، بدأوا في عبادة الأصنام، ثم أُرسل إليهم النبي صالح بدعوة للإيمان بالله، لكنهم رفضوه وأعلنوه كاذبًا. ولإثبات مهمته النبوية، طالبوه بإظهار المعجزات لهم. وافق صالح على طلب الثموديين بتحويل صخرة إلى جمل وهددهم بالعقاب إذا آذوه. عصى الثموديون النبي صالح وطلبوا أن يظهروا ما ستكون عقوبتهم على كفرهم. بسبب خطاياهم، دمر زلزال الثموديين. غادر صالح والثموديون الآخرون الناجون إلى الشام، ووفقًا لمفسرين آخرين فإنهم استقروا في مكة أو حضرموت.

## التُّبَّع
شعب التُّبَّع هم قوم في القرآن لم يقبلوا النبي المرسل إليهم فأُهلكوا بسبب ذلك، ولفظ (تُبَّع) كان يُستخدم في اليمن لوصف (الملك) بصيغة مشابهة لاستخدام المصريين لفظ (فرعون).
ذُكر قوم تُبَّع في سورة الدخان . قال الله تعالى للنبي محمد ردًا على هجمات كفار قريش: (أَهُمْ خَيْرٌ أَمْ قَوْمُ تُبَّعٍ وَالَّذِينَ مِنْ قَبْلِهِمْ أَهْلَكْنَاهُمْ إِنَّهُمْ كَانُوا مُجْرِمِينَ). هلك قوم تُبَّع لكفرهم، كما هلك عاد وثمود ومدين. قال الله تعالى في سورة قاف: (كَذَّبَتْ قَبْلَهُمْ قَوْمُ نُوحٍ وَأَصْحَابُ الرَّسِّ وَثَمُودُ (12) وَعَادٌ وَفِرْعَوْنُ وَإِخْوَانُ لُوطٍ (13) وَأَصْحَابُ الْأَيْكَةِ وَقَوْمُ تُبَّعٍ ۚ كُلٌّ كَذَّبَ الرُّسُلَ فَحَقَّ وَعِيدِ (14)).
في عهد النبي محمد، استُخدم مصطلح "تُبْع" للإشارة إلى ملك عربي أجنبي غزى الحجاز ذات مرة لكنه رُدّ. وقد يعني تعبير "قوم تُبْع" شيئًا مثل "قوم نوح"، و"تُبْع" اسم نبي أو طاغية، أو ما شابه ذلك مثل لفظ "فرعون". تدريجيًا، اعتقد مفسرو القرآن أن تُبْع اسم رجل صالح. ومن بين النماذج الأولية المحتملة للمقصود بتُبْع قد يكون أبو كريب أسعد. ولعل القرآن الكريم يشير إلى قصة عن غزوة ملك عربي للحجاز. ربما كان هذا الملك من اليمن أو من شمال الجزيرة العربية. أوقف الله الغزوة وساعد في هزيمة العدو. ويذكرنا القرآن بهذا، موضحًا هزيمة "قوم تبع" بمشيئة الله، وبأن هؤلاء القوم كانوا غير مؤمنين ولم يستمعوا إلى نبي معين.

## يأجوج ومأجوج
يأجوج ومأجوج هم قومٌ مُحاربون ينحدرون من يافث بن نوح. سيُغيرون على الشعوب المجاورة، وهم من علامات يوم القيامة. ذُكروا في القرآن الكريم في قصة ذي القرنين، وهم يُمثلون قبائل يأجوج ومأجوج المذكورة في التوراة.
بحسب مفسري القرآن الكريم، لجأ قومٌ لذي القرنين إليه ليحميهم من قوم يأجوج ومأجوج. فأمرهم ذو القرنين بإحضار الحديد والنحاس، وبعون الله، بنى سدًّا لا يستطيع هؤلاء القوم إلا أن يعبروه، وأن يُحدثوا ثغرة. وعند اقتراب يوم القيامة، سيخترقون هذا السد ويملؤون الأرض.
إن المفسرين أعطوا صفات كثيرة ليأجوج ومأجوج، فقالوا يأجوج ومأجوج مخلوقات ضخمة الحجم، وبعضهم لديه آذان ضخمة يمكن أن تغطي أجسادهم بالكامل. وقالوا كل ليلة يقوضون الجدار الذي بناه ذو القرنين، لكن الله يدمر كل ما فعلوه في الصباح. وعندما يخترقونه أخيرًا، سيبدأون غزوًا مدمرًا للأمم الأخرى، والذي سيحدث بعد المجيء الثاني للنبي عيسى (عليه السلام). وبعد هزيمة الدجال، سيخوض عيسى وأصحابه حربًا ضد هذه الشعوب، لكنهم لن يتمكنوا من هزيمتهم. ورؤية أن وضعهم يزداد سوءًا، سيصلي المؤمنون إلى الله طلبًا للمساعدة، سيرسل الله ديدانًا إلى يأجوج ومأجوج، والتي ستسد أنوفهم وأفواههم وآذانهم وتدمر هذه القبائل. وسيكون غزو يأجوج ومأجوج أحد أعظم الكوارث في تاريخ البشرية.

## اقتباسات من القرآن الكريم
- (أَلَمْ يَأْتِهِمْ نَبَأُ الَّذِينَ مِن قَبْلِهِمْ قَوْمِ نُوحٍ وَعَادٍ وَثَمُودَ وَقَوْمِ إِبْرَاهِيمَ وَأَصْحَابِ مَدْيَنَ وَالْمُؤْتَفِكَاتِ ۚ أَتَتْهُمْ رُسُلُهُم بِالْبَيِّنَاتِ ۖ فَمَا كَانَ اللَّهُ لِيَظْلِمَهُمْ وَلَٰكِن كَانُوا أَنفُسَهُمْ يَظْلِمُونَ) ( القرآن الكريم: سورة التوبة،، الآية 70)
- (كَذَّبَتْ قَبْلَهُمْ قَوْمُ نُوحٍۢ وَعَادٌۭ وَفِرْعَوْنُ ذُو ٱلْأَوْتَادِ (١٢) وَثَمُودُ وَقَوْمُ لُوطٍۢ وَأَصْحَـٰبُ لْـَٔيْكَةِ ۚ أُو۟لَـٰٓئِكَ ٱلْأَحْزَابُ (١٣)) ( القرآن، سورة ص : 12-13)
- (كَذَّبَتۡ قَبۡلَهُمۡ قَوۡمُ نُوحٖ وَأَصۡحَٰبُ ٱلرَّسِّ وَثَمُودُ  (١٢) وَعَادٞ وَفِرۡعَوۡنُ وَإِخۡوَٰنُ لُوطٖ (١٣)). (القرآن الكريم، سورة ق: 12-13)

## الأدب
- Ислам: энциклопедический словарь / Отв. ред. С. М. Прозоров. — М. : Наука, ГРВЛ, 1991. — 315 с. — 50 000 экз. — ISBN 5-02-016941-2.
- Ализаде А. А. Народы и племена // Исламский энциклопедический словарь. — М. : Ансар, 2007. — ISBN 978-5-98443-025-8. (CC BY-SA 3.0)
- Мифы народов мира : Энцикл. в 2 т. / гл. ред. С. А. Токарев. — 2-е изд. — М. : Советская энциклопедия, 1987—1988.
- Encyclopaedia of Islam. 2nd ed :  [الصفحة قالب:Шаблон:Цветная ссылка/styles.css ليس بها محتوى.англ.] : in 12 vol. / ed. by P. J. Bearman, Th. Bianquis, C. E. Bosworth, E. van Donzel, W. P. Heinrichs et al. — Leiden : E.J. Brill, 1960—2005. (платн.)
- Ошибка: не задан параметр |заглавие= в шаблоне {{публикация}}.